# Justice Dreischor
Justice Dreischor (Oranjestad, 20 januari 1998) is een Arubaanse atleet, die is gespecialiseerd in de middellange afstand. Hij nam deel aan het WK van 2023 op de 800 meter. Zijn persoonlijke records op de 800 meter, zowel binnen als buiten, zijn ook Arubaanse records. Sinds 2021 traint hij bij het Venloop Running Team.

## Loopbaan
Op Aruba is Dreischor een topatleet. Daarbuiten vertegenwoordigt hij zijn land met trots, maar doet hij niet mee om de medailles.

### Arubaanse Jeugd
Als junior deed Dreischor mee aan het Arubaanse Kampioenschap Duathlon voor senioren. Hij haalde daarbij in 2014 het brons en in 2015 het zilver. Op de triathlon werd hij in dezelfde jaren tweemaal vierde en vertegenwoordigde hij Aruba op het Amerikaanse Kampioenschap in Monterrey, Mexico (56e plek bij de junioren). In 2015 nam hij deel aan het WK Atletiek voor de jeugd in Cali, Colombia, en in 2016 ging hij naar het WK voor Onder 20-jarigen in Bydgoszcz, Polen. Op beide toernooien kwam hij niet verder dan de eerste ronde.
Zijn beste tijden liep hij op de 1500m op de Noord-Amerikaanse, Centraal-Amerikaanse en Caribische (NACAC) Kampioenschappen in San José (Costa Rica) in 2015, met een tijd van 4:19.01, en bij de 800m op de CARIFTA Games in Saint George's (Grenada) in 2016, met een tijd van 1:57.57, een Arubaans record bij zowel de junioren als senioren.

### Studie in Nederland
Voor zijn studie verhuisde Dreischor naar Nederland. In 2020 kwam hij voor Eindhoven Atletiek uit op de Nederlandse Studentenkampioenschappen (NSK) indoor te Apeldoorn, en haalde een 5e plek met een tijd van 1:56.56, een Arubaans record. Vanaf 2021 trainde hij mee in zijn woonplaats Venlo bij het Venloop Running Team. Nadat hij in mei 2023 zijn eigen Arubaanse Record op de 800 meter naar 1:56.42 verbeterde, werd hij door de Arubaanse Atletiek Federatie uitgenodigd voor deelname aan het WK.
Op de Wereldkampioenschappen atletiek van 2023 in Boedapest kwam Dreischor op de 800 m niet door de eerste ronde. In de zesde serie eindigde hij op een tiende plaats in een tijd van 1:59.56, goed voor de 59e tijd van 61 deelnemers. Deelname aan het WK was Dreischor's grootste droom. Bij de start zweepte het enthousiaste publiek in het volle stadion hem op om in de eerste ronde bij de groep te blijven, ondanks dat de serie wegliep naar een tijd die ver onder zijn persoonlijk record lag. Hierna was het logisch dat hij moest lossen en een iets mindere tijd neerzette dan hij van tevoren had gehoopt.

## Persoonlijke records
Outdoor
| Onderdeel      | Prestatie         | Datum           | Plaats                   |
| -------------- | ----------------- | --------------- | ------------------------ |
| 800 m junioren | 1:57.57 NJR Aruba | 28 maart 2016   | Saint George's (Grenada) |
| 800 m senioren | 1:56.42 NR Aruba  | 12 mei 2023     | Utrecht                  |
| 1500 m         | 4:19,1            | 8 augustus 2015 | San José (Costa Rica)    |

Indoor
| Onderdeel | Prestatie        | Datum            | Plaats    |
| --------- | ---------------- | ---------------- | --------- |
| 800 m     | 1:56.56 NR Aruba | 29 februari 2020 | Apeldoorn |

## Palmares

### Duathlon / Triathlon
2014
 Arubaans Kampioenschap Duathlon, elite
4e Arubaans Kampioenschap Triathlon, elite
2015
 Arubaans Kampioenschap Duathlon, elite
4e Arubaans Kampioenschap Triathlon, elite